# Scarabaeus denticollis
Scarabaeus denticollis là một loài bọ cánh cứng trong họ Bọ hung (Scarabaeidae).